# Cygnus A
Cygnus A (3C 405) liegt im Sternbild Schwan und ist eine der bekanntesten Radiogalaxien. Sie ist die drittstärkste Radioquelle am Himmel und gilt als intensivste extragalaktische Radioquelle.

## Entdeckungsgeschichte
Nach Westen gerichtete deutsche passive Radar-Systeme zur Luftraumüberwachung lieferten immer dann Fehlalarme, wenn das Sternbild Schwan (Cygnus) am Horizont auftauchte. Entdeckt wurde das Objekt schließlich im Jahre 1939 durch Grote Reber; als Ansammlung diskreter Objekte wurde es von James Stanley Hey und Kollegen 1946 in England identifiziert und 1953 konnten Roger Jennison und Mrinal Kumar Das Gupta zeigen, dass es sich um eine Doppelquelle handelt.
Wie alle anderen Radiogalaxien enthält auch diese einen aktiven Galaxienkern.

## Gestalt
Cygnus A befindet sich als die cD-Galaxie in einem reichen Galaxienhaufen mit demselben Namen, der rund 200 Galaxien beherbergt. Die gesamte Galaxie erscheint 1000-mal massereicher zu sein als die Milchstraße.
Radioastronomische Bilder zeigen zwei strahlende Flecken, die von Jets herrühren, die den Galaxienkern in entgegengesetzte Richtungen verlassen und auf interstellare Materie treffen. Deren Ausdehnung beträgt ein Vielfaches der Ausdehnung der im Bereich des sichtbaren Lichts nachweisbaren Galaxie selbst. Sie ist damit in der Fanaroff-Riley-Klassifikation der FR II Archetyp, das bedeutet beide Hot Spots stehen in großer Distanz (300.000 Lj) zum Kern der Galaxie, und sie zeigen sich als ausgeprägt angeordnete Emissionen. Die Jets enden in Gebieten sehr heißen Gases, die lediglich durch ihre Radiostrahlung nachweisbar sind. Hier treffen die Jetteilchen auf das die Galaxie umgebende intergalaktische Medium, das dabei stark aufgeheizt wird und auch (auf der Erde nicht nachweisbare) Röntgenstrahlung aussendet.

## Entdeckung eines zweiten Schwarzen Lochs im Zentrum der Galaxie

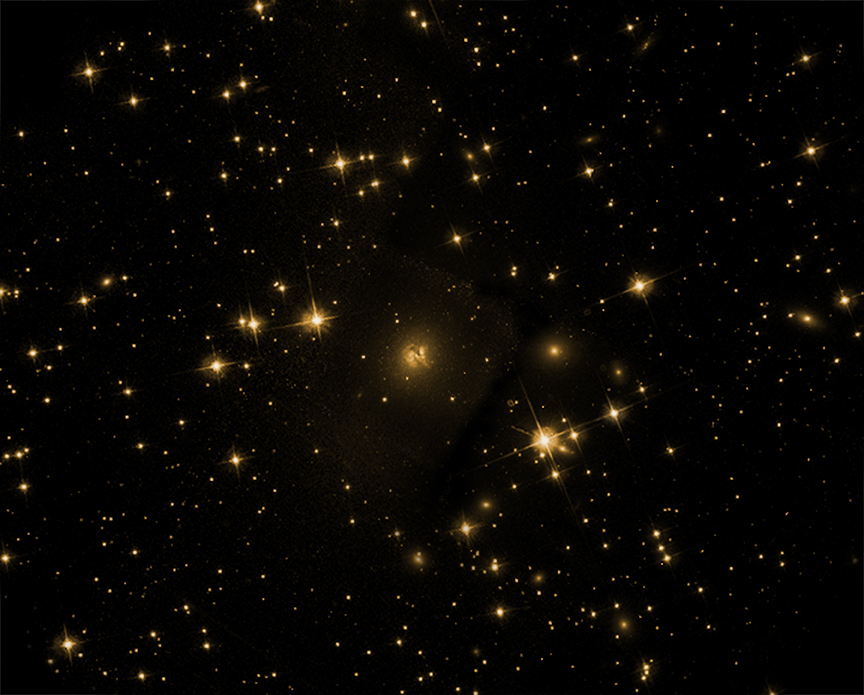
Aufnahme von Cygnus A im optischen Bereich (Wolke in der Mitte)

Im Jahr 2016 wurde 460 Parsec (1.500 Lj) vom Zentrum von Cygnus A entfernt ein transientes Radiosignal aufgefangen. Zwischen 1989 und 2016 zeigte das Objekt, das am selben Ort mit einer bereits bekannten Infrarotquelle übereinstimmte, eine mindestens achtfach erhöhte Radioflussdichte bei einer mit der hellsten bekannten Supernova vergleichbaren Leuchtkraft. Da in den vergangenen Jahren keine optischen Messungen durchgeführt wurden, ist die Veränderung der Helligkeitsrate unbekannt, das Objekt weist jedoch seit seiner Entdeckung eine relativ konstante Flussdichte auf. Die Daten deuten darauf hin, dass ein zweites supermassereiches Schwarzes Loch das erste Objekt umkreist, wobei die Akkretionsrate des sekundären Objekts rapide zugenommen hat. Die abgeleitete Umlaufzeit entspricht der Aktivität der primären Quelle. Dies lässt darauf schließen, dass das sekundäre Objekt das primäre Objekt stört und für dessen Aktivität verantwortlich sein dürfte.